# Ikeda (Fukui)
Ikeda (池田町?) è una cittadina giapponese della prefettura di Fukui.